# Pawel Roschtschin
Pawel Roschtschin (russisch Павел Рощин, engl. Transkription Pavel Roshchin; * 14. Oktober 1956 in Odessa) ist ein ehemaliger sowjetischer Sprinter, der sich auf den 400-Meter-Lauf spezialisiert hatte.
Bei den Leichtathletik-Europameisterschaften 1982 in Athen gewann er mit der sowjetischen Mannschaft Bronze in der 4-mal-400-Meter-Staffel in der Besetzung Alexander Troschtschilo, Pawel Roschtschin, Pawel Konowalow und Wiktor Markin.
Roschtschin belegte bei den sowjetischen Meisterschaften 1980 hinter Nikolai Tschernezki und 1981 hinter Wiktor Markin den zweiten Platz. Nach einem fünften Platz 1982 und einem siebten Platz 1983 erreichte Roschtschin 1984 noch einmal den dritten Platz.
Seine persönliche Bestzeit von 45,72 s stellte er am 27. Juli 1983 in Leningrad auf.